# AC75
AC75 (America's Cup 75) är en kappseglingsbåt som användes vid    
America's Cup år 2021 och kommer att användas vid tävlingarna i Barcelona år 2024.
AC75 är en foilande entypsbåt byggd efter en konstruktionsregel som antogs år 2018. Den är 23 meter lång och saknar köl men är försedd med barlastade bärplan som lyfter skrovet upp ur vattnet. Bärplanssystemet tillverkas av italienska Persico Marine.
Båten väger 6 200 kilogram och seglades ursprungligen av en besättning på 11. Vid   2024 års tävlingar kommer den dock att seglas av 8 personer.